# Katholikentreffen

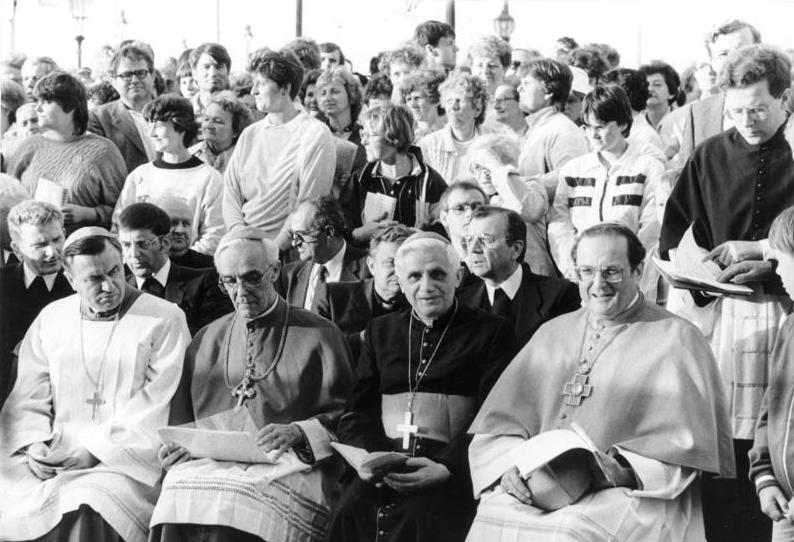
Eröffnungsgottesdienst des Katholikentreffens in Dresden (vorne: Karl Lehmann, Gerhard Schaffran, Joseph Ratzinger, Joachim Meisner)

Am Katholikentreffen Dresden 1987 nahmen mehr als 100.000 Gläubige teil. Das einzige Katholikentreffen in der DDR fand vom 10. bis 12. Juli 1987 in Dresden statt.
Das Motto dieser Tage war: Gottes Macht – Unsere Hoffnung. Mit Rücksicht auf deutschlandpolitische Implikationen verzichtete die Berliner Bischofskonferenz dabei bewusst auf die Bezeichnung Katholikentag, obwohl man sich an den westdeutschen und früheren gesamtdeutschen Katholikentagen als Vorbild orientierte. Auch später vermied man sorgfältig jeden Vergleich und nannte das Treffen eine Wallfahrt ohne aktuellen Anlass.
Bereits 1981 fand in Erfurt eine Wallfahrt aus Anlass des 750. Todestages der hl. Elisabeth mit etwa 65.000 Teilnehmern statt.